# Ophiomusium relictum
Ophiomusium relictum är en ormstjärneart som beskrevs av Jean Baptiste François René Koehler 1904. Ophiomusium relictum ingår i släktet Ophiomusium och familjen Ophiolepididae. Inga underarter finns listade i Catalogue of Life.